# Massimo Marino

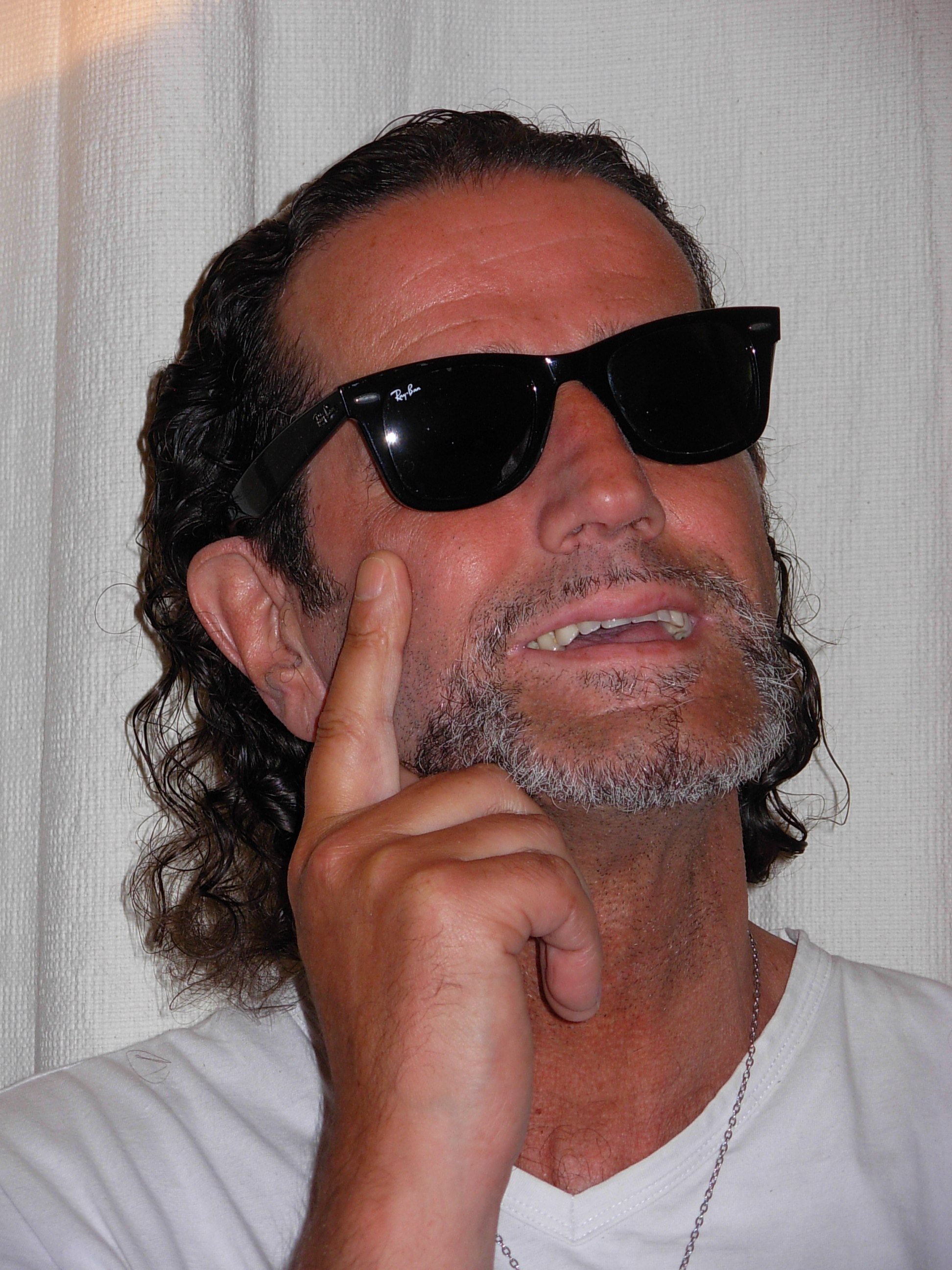
Massimo Marino nel maggio 2012

Massimo Marino (Roma, 8 febbraio 1960 – Roma, 19 aprile 2019) è stato un conduttore televisivo e attore italiano.

## Biografia
Editore dal 1989 della rivista free press ViviRoma Magazine, ha esordito in televisione nel 1995, conducendo il programma ViviRoma Television sulle emittenti TeleAmbiente e Teledonna.
Tra il 2009 e il 2010 è stato ospite di alcuni programmi televisivi, tra cui La vita in diretta, mentre Rai 3 gli ha dedicato un servizio nel programma Gente di Notte nel 2005.
Nel 2008 ha esordito al cinema nei film Grande, grosso e... Verdone e Un'estate al mare, cui sono seguiti A Natale mi sposo (2010), Una cella in due e Matrimonio a Parigi (2011), Uno anzi due (2015).
Nel 2012, nell’ambito della manifestazione premio "Sette Colli", vince uno speciale riconoscimento grazie alla sua romanità.
Durante la decima edizione della Festa del Cinema di Roma 2015 è stato presentato un docufilm dal titolo Showbiz, per la regia di Luca Ferrari, che raccontava la vita di Massimo Marino e quelle di Riccardo Modesti, Stefano Natale e Schultz.
È stato ospite di Simona Ventura ne La Grande notte del lunedì ed è stato protagonista ne I dieci comandamenti nella puntata dal titolo Arrivederci Roma, condotta da Domenico Iannacone il 12 settembre 2015.

### La morte
Muore a Roma il 19 aprile 2019, all'età di 59 anni, a causa di una malattia incurabile; i funerali, al quale parteciparono molti personaggi televisivi, vennero celebrati, dopo quattro giorni, nella basilica di Santa Maria in Montesanto, nota anche come la Chiesa degli artisti, in piazza del Popolo a Roma, e dopo la cremazione, le ceneri sono state tumulate nel cimitero monumentale del Verano; l'epitaffio inciso sulla sua tomba riporta la frase "Bella fratè".

### Vita privata
È stato legato, dal 1999 fino all'ultimo istante della sua vita, a Miria Maiorani, con la quale condivideva anche il suo lavoro nel ViviRoma Magazine e ViviRoma Television.
Era tifoso della Roma.

## Attività politica
Si è candidato nella lista Consumatori Uniti per Marrazzo alle elezioni regionali del Lazio del 2005, raccogliendo 1.777 voti.
Ha sostenuto Walter Veltroni alle elezioni comunali di Roma del 2006 e Francesco Rutelli in quelle del 2008, in cui si è candidato nella lista Unione Democratica per i Consumatori ed ha raccolto 80 preferenze. 
Alle elezioni regionali del Lazio del 2010 ha sostenuto Emma Bonino nella "Lista civica cittadini per Bonino", con cui ha raccolto 226 voti. 
Alle comunali del 2013 ha sostenuto la lista autonoma "Alfio Marchini Sindaco", senza però candidarsi. 
Nel 2016 si è candidato alle comunali di Roma con la lista civica AssoTutela per Maritato Sindaco, raccogliendo in tutto 32 preferenze.

## Filmografia

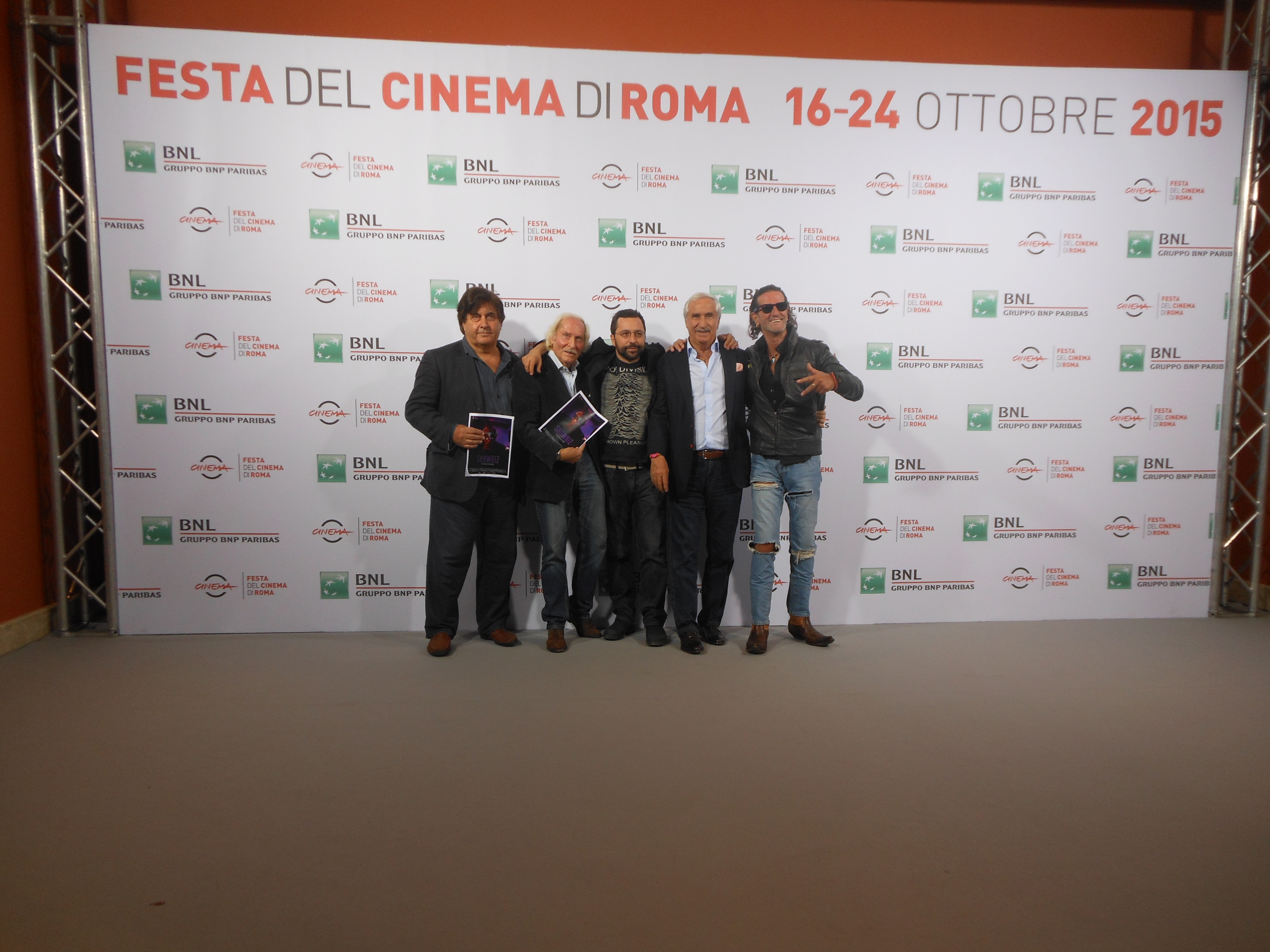
Massimo Marino alla presentazione del docu-film Showbiz durante la Festa del Cinema di Roma del 2015

- Grande, grosso e... Verdone, regia di Carlo Verdone (2008)
- Un'estate al mare, regia di Carlo Vanzina (2008)
- A Natale mi sposo, regia di Paolo Costella (2010)
- Una cella in due, regia di Nicola Barnaba (2011)
- Matrimonio a Parigi, regia di Claudio Risi (2011)
- Uno anzi due, regia di Francesco Pavolini (2015)
- Showbiz, regia di Luca Ferrari – docufilm (2015)[9]
- Benson la vita è il nemico, regia di Maurizio Scarcella – docufilm (2023)[10]

## Televisione
- La grande notte del lunedì  (2002)
- Gente della notte
- Blob
- Siamo noi
- I dieci comandamenti, puntata Arrivederci Roma

## Web
Videoclip
- Piotta - Non fermateci (2006)

Web-serie
- Geekerz (2013)[11]

## Riconoscimenti

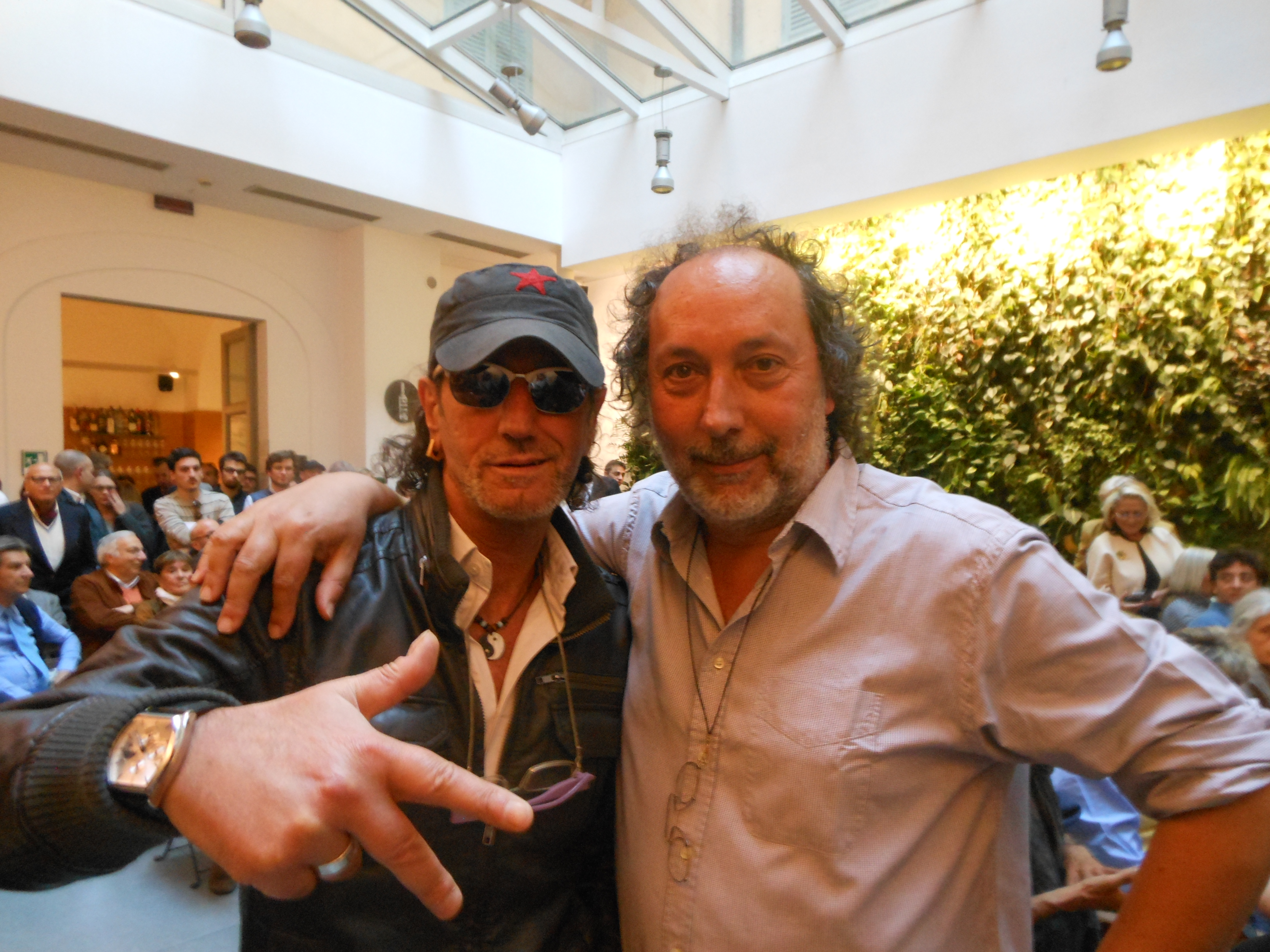
Massimo Marino e Fulvio Abbate durante la presentazione del libro Roma vista controvento di Fulvio Abbate

- Premio "Guy Debord" all’Università "La Sapienza" nel 2003 e 2005
- Premio Teledurruti consegnato da Fulvio Abbate
- Oscar della notte negli anni 2001-2002-2003
- Riconoscimenti e recensioni su 'Il Messaggero', 'Il Riformista', 'Il Corriere della Sera', 'Libero' 'L'Unità' e varie altre testate
- Citazioni con approfondimenti sui testi: "Il mucchio selvaggio" di Giancarlo Dotto e Sandro Piccinini e "Roma vista controvento" di Fulvio Abbate
- Citazione e approfondimento con un capitolo su: Ultra Cafonal. Il peggio di Dagospia di Roberto D'Agostino e Umberto Pizzi del 2010, edito da Mondadori
- Premio Sette Colli 2012, riservato agli artisti Romanisti Vip

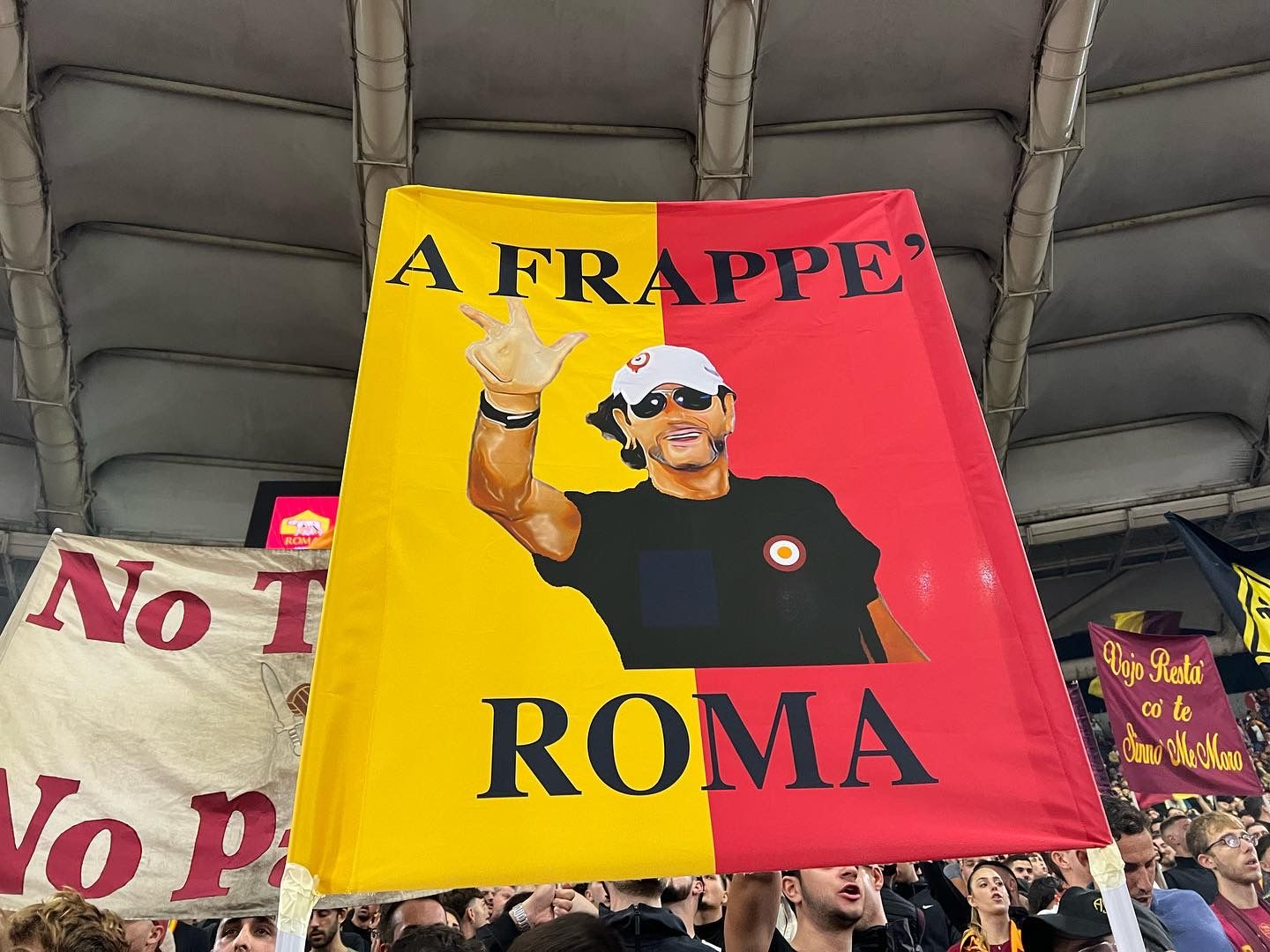
Massimo Marino rappresentato sullo stendardo creato in suo onore da un gruppo di tifosi della curva sud rappresentato da Nicholas Romeo

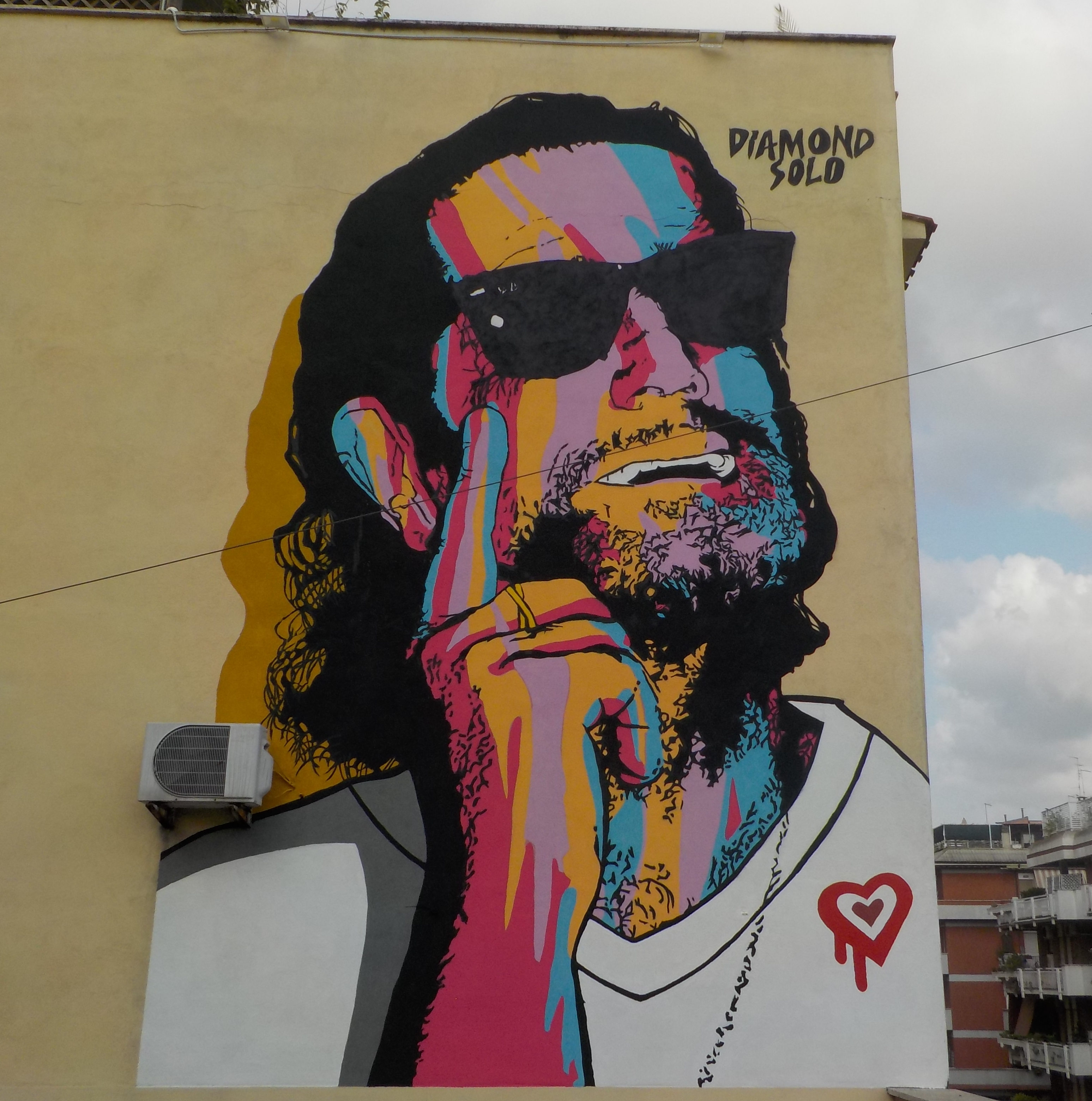
Murale Massimo Pacificatore a firma di Solo e Diamond

- Il 9 ottobre 2022 durante la partita Roma Lecce, giocata allo stadio Olimpico e vinta dalla Roma 2 a 1, un gruppo di tifosi della Curva Sud, ha omaggiato Massimo Marino inaugurando uno stendardo in onore del suo essere stato romanista e romano doc
- Il giorno 8 dicembre 2023 esce in anteprima nazionale il film su Richard Benson dal titolo Benson la vita è il nemico[12] che contiene un'intervista inedita di Massimo Marino rilasciata a maggio 2017[13]. Il film è anche dedicato alla memoria di Massimo Marino (1960-2019) e concorre per il premio David di Donatello 2024.
- Nel 2024, il murales dedicato a Massimo Marino è stato incluso nel volume Alla scoperta della Street Art romana e non solo di Antonio Doldo e Stella Maresca Riccardi, che raccoglie dieci anni di arte urbana nella capitale.[14][15]
- Nella colonna sonora del film *Scuola romana delle risate* è inclusa la canzone "Tu me piaci" di Piotta, pubblicata nel 2025, in cui l'artista ricorda Massimo Marino con la citazione: "ViviRoma by night quante persone, penso a Massimetto e me piagne er core".[16]
- Nel 2025 è stato consegnato il premio "La Penna d'Oca del Campidoglio" a Miria Maiorani in memoria di Massimo Marino, che si è sempre distinto per il suo impegno nella sensibilizzazione su temi legati agli animali e all'ambiente. La cerimonia si è svolta nella Sala della Protomoteca in Campidoglio e ha visto la partecipazione di numerosi professionisti, tra cui giornalisti, attori e influencer.[17][18][19]

## Commemorazioni

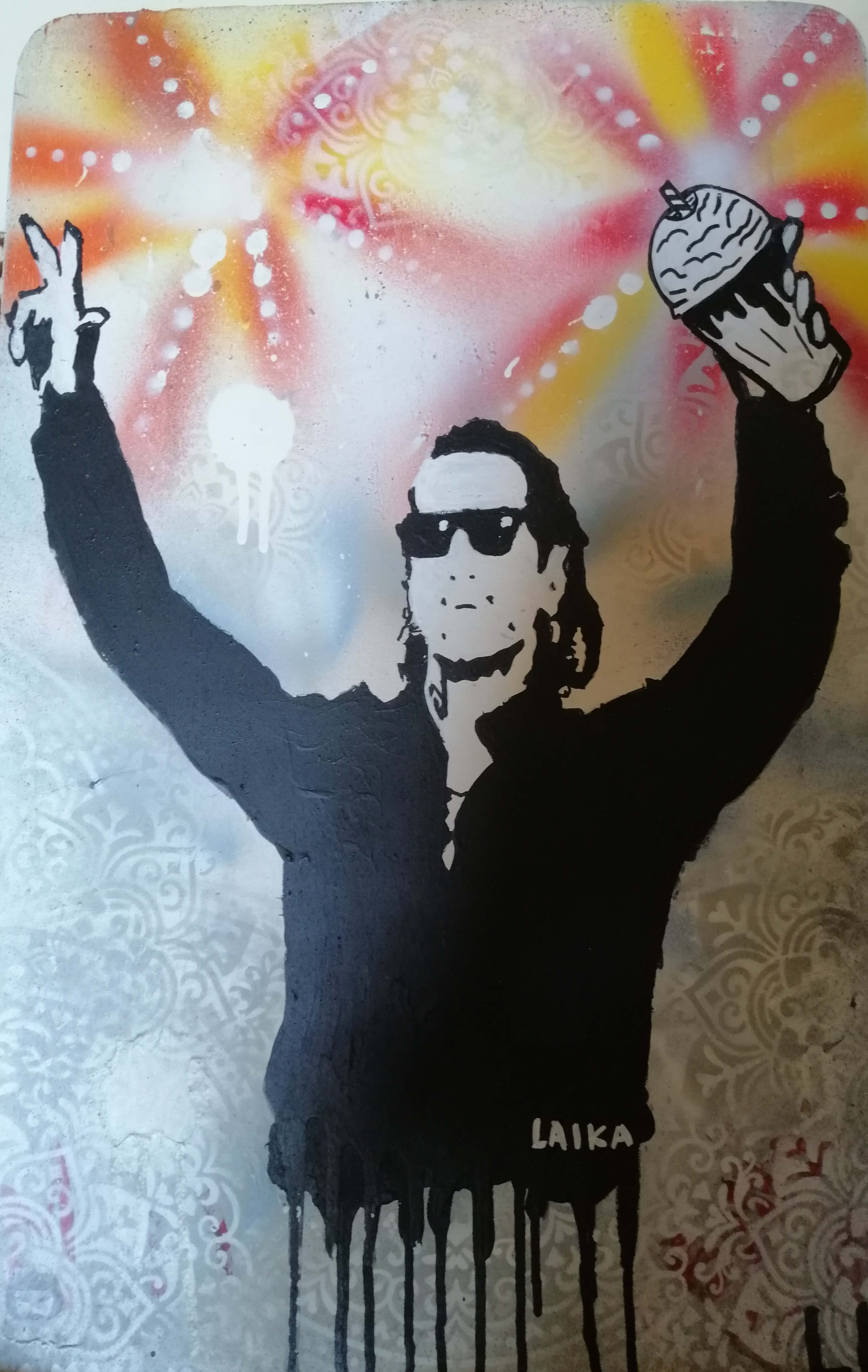
Laika per Massimo Marino

Il primo maggio 2022 è stata allestita una mostra fotografica dal titolo "A frappé" per ricordare il suo percorso artistico e umano che ha avuto una grande risonanza mediatica. Durante la mostra sono stati esposti e proiettati documenti audiovisivi rappresentanti 30 anni di movida romana. In questa occasione l'artista di strada Laika ha realizzato un'opera su pannello che lo rappresenta con un frappé in mano.
Il 5 luglio 2023, a quattro anni dalla scomparsa, ViviRoma lo ha ricordato inaugurando, in Via Aversa a Roma, un murale d'autore che lo ritrae. Massimo Pacificatore è il titolo dell'opera a firma degli street artist di fama internazionale Solo e Diamond. 
“Quando vedo in giro questi murales, penso a un sogno viscerale, a una fusione con Roma” (Massimo Marino)
“Massimo Marino è stato un visionario, un decennio in anticipo rispetto al mondo che lo circondava. È un grande onore essere stati chiamati per ricordarlo e anche se, per ricerca artistica e per ideologia, non accettiamo commissioni per omaggiare personaggi scomparsi che raramente sentiamo vicini a noi. Con Massimo è diverso, abbiamo fatto un'eccezione per un personaggio d'eccezione. Un Caronte gentile, un Virgilio sincero che ogni notte ci traghettava in una dimensione parallela fatta di locali al neon, personaggi grotteschi, odalische svestite che per l’immaginazione di un adolescente erano tutto. Proprio perché non è nostra abitudine fare ritratti, abbiamo deciso di fuggire da una rappresentazione classica ed iperrealistica del personaggio, colorandolo invece vivo e vivace come le luci al neon di quei locali notturni che erano la sua vita. Abbiamo voluto ricordare Massimo con i colori fluo che accendeva nelle nostre case quando internet era solo un sogno.” (Solo e Diamond)
“Essere riuscita a ricordare Massimo Marino con un murale nella città che ha tanto amato, difeso e rappresentato è un segno importante. Averlo fatto rivivere sul muro di casa nostra non ha prezzo.” (Miria Maiorani)